# Leichtathletik-Länderkampf der Männer 1967 BR Deutschland – USA
| 6. Leichtathletik-Länderkampf mit bundesdeutscher Beteiligung 1967 | 6. Leichtathletik-Länderkampf mit bundesdeutscher Beteiligung 1967 |
| ------------------------------------------------------------------ | ------------------------------------------------------------------ |
|                                                                    |                                                                    |
| Ländervergleich der Männer: BR Deutschland – USA                   |                                                                    |
| Austragungsort                                                     | Düsseldorf                                                         |
| Wettbewerbe                                                        | 22                                                                 |
| Datum                                                              | 16./17. August                                                     |
| 1. USA 2. FRG                                                      | 132 Punkte 100 Punkte                                              |
| Chronik                                                            |                                                                    |
| ← FRG-CSK (F)                                                      | POL-FRG (M) →                                                      |

Der sechste Vergleich des Länderkampfjahres 1967 war wieder eine ganz besondere Begegnung. Am 16./17. August traten die bundesdeutschen Männer in Düsseldorf zum fünften Mal gegen die USA an, die wieder als weltbeste Leichtathletiknation anreiste. Alle vorangegangenen Treffen hatten die US-Amerikaner klar für sich entschieden. Zuletzt hatten sie 1965 in Augsburg gesiegt. Einen gleichzeitig ausgetragenen Länderkampf der Frauen zwischen den beiden Ländern gab es diesmal nicht.

## Wettbewerbe und Modus
Auf dem Programm standen 22 Disziplinen. Zusätzlich zu den bei Länderkämpfen üblichen zwanzig Wettbewerben wurden ein 10 000-m-Bahngehen und der Zehnkampf ausgetragen. Aus dem olympischen Wettbewerbskatalog fehlten nur der Marathonlauf und das Straßengehen über 20 und 50 Kilometer. Die Wertung erfolgte in allen Disziplinen nach dem Standardsystem.

## Rekorde
Die US-Amerikaner stellten zwei neue Landesrekorde auf:
- 3000-Meter-Hindernislauf: 8:32,4 min – Pat Traynor
- 10.000-Meter-Bahngehen: 44:36,8 min – Ron Laird

## Ergebnis
Wie in allen Aufeinandertreffen der beiden Länder dominierten die US-Amerikaner das Geschehen. Bei vier Doppelerfolgen gingen acht Laufentscheidungen an die USA. Die bundesdeutschen Athleten konnten sich hier zweimal durchsetzen, beide Male mit Doppelerfolgen. Auch die beiden Staffeln sowie das Bahngehen entschieden die US-Vertreter für sich. Drei der vier Sprünge gewannen die US-Amerikaner, zwei davon mit Doppelerfolgen. Die Bundesrepublik Deutschland war im Dreisprung vorn. Ziemlich ausgeglichen war der Bereich Wurf/Stoß. Jedes Team verbuchte hier jeweils zwei Disziplinen für sich, die USA mit einem Doppelerfolg. Auch im Zehnkampf lag das US-Team vorne. So gab es in der Endabrechnung mit 132 zu 100 Punkten wieder einen eindeutigen Sieg der USA.

## Legende
Kurze Übersicht zur Bedeutung der Symbolik – so üblicherweise auch in sonstigen Veröffentlichungen verwendet:
| DNF | nicht im Ziel (did not finish) |
| DSQ | disqualifiziert                |
| NR  | Nationaler Rekord              |

## Resultate

### 100 m
| Platz | Athlet        | Land | Zeit (s) |
| ----- | ------------- | ---- | -------- |
| 1     | Willie Turner | USA  | 10,2     |
| 2     | Hartmut Wilke | FRG  | 10,3     |
| 3     | Jerry Bright  | USA  | 10,4     |
| 4     | Gert Metz     | FRG  | 10,4     |

Datum: 16. August

### 200 m
| Platz | Athlet             | Land | Zeit (s) |
| ----- | ------------------ | ---- | -------- |
| 1     | John Carlos        | USA  | 20,5     |
| 2     | Willie Turner      | USA  | 20,7     |
| 3     | Martin Jellinghaus | FRG  | 20,8     |
| 4     | Joachim Eigenherr  | FRG  | 21,7     |

Datum: 17. August

### 400 m
| Platz | Athlet              | Land | Zeit (s) |
| ----- | ------------------- | ---- | -------- |
| 1     | Vince Matthews      | USA  | 45,3     |
| 2     | Lee Evans           | USA  | 45,3     |
| 3     | Friedrich Roderfeld | FRG  | 46,8     |
| 4     | Ingo Röper          | FRG  | 47,3     |

Datum: 16. August

### 800 m
| Platz | Athlet             | Land | Zeit (min) |
| ----- | ------------------ | ---- | ---------- |
| 1     | Franz-Josef Kemper | FRG  | 1:46,2     |
| 2     | Walter Adams       | FRG  | 1:46,9     |
| 3     | Dennis Carr        | USA  | 1:47,6     |
| 4     | Wade Bell          | USA  | 1:48,8     |

Datum: 16. August

### 1500 m
| Platz | Athlet         | Land | Zeit (min) |
| ----- | -------------- | ---- | ---------- |
| 1     | Jim Ryun       | USA  | 3:38,2     |
| 2     | Bodo Tümmler   | FRG  | 3:42,3     |
| 3     | Harald Norpoth | FRG  | 3:42,5     |
| 4     | Jim Grelle     | USA  | 3:42,8     |

Datum: 17. August

### 5000 m
| Platz | Athlet            | Land | Zeit (min) |
| ----- | ----------------- | ---- | ---------- |
| 1     | Harald Norpoth    | FRG  | 13:41,2    |
| 2     | Hans Gerlach      | FRG  | 13:42,6    |
| 3     | Arthur van Nelson | USA  | 13:42,8    |
| 4     | Louis Scott       | USA  | 14:17,6    |

Datum: 16. August

### 10.000 m
| Platz | Athlet             | Land | Zeit (min) |
| ----- | ------------------ | ---- | ---------- |
| 1     | Tom Laris          | USA  | 28:33,4    |
| 2     | Gerry Lindgren     | USA  | 28:40,2    |
| 3     | Lutz Philipp       | FRG  | 28:54,6    |
| 4     | Bernd-Dieter Hecht | FRG  | 29:33,6    |

Datum: 17. August

### 110 m Hürden
| Platz | Athlet           | Land | Zeit (s) |
| ----- | ---------------- | ---- | -------- |
| 1     | Willie Davenport | USA  | 13,6     |
| 2     | Werner Trzmiel   | FRG  | 13,9     |
| 3     | Hinrich John     | FRG  | 14,0     |
| DNF   | Earl McCulloch   | USA  |          |

Datum: 16. August

### 400 m Hürden
| Platz | Athlet          | Land | Zeit (s) |
| ----- | --------------- | ---- | -------- |
| 1     | Russ Rogers     | USA  | 50,5     |
| 2     | Ron Whitney     | USA  | 50,6     |
| 3     | Gerhard Hennige | FRG  | 51,3     |
| DSQ   | Rainer Schubert | FRG  |          |

Datum: 17. August

### 3000 m Hindernis
| Platz | Athlet               | Land | Zeit (min) |
| ----- | -------------------- | ---- | ---------- |
| 1     | Pat Traynor          | USA  | 8:32,4 NR  |
| 2     | Manfred Letzerich    | FRG  | 8:38,2000  |
| 3     | Klaus-Ludwig Brosius | FRG  | 8:45,2000  |
| 4     | Chris McCubbins      | USA  | 8:54,8000  |

Datum: 17. August

### 4 × 100 m Staffel
| Platz | Besetzung      | Land                                                   | Zeit (s) |
| ----- | -------------- | ------------------------------------------------------ | -------- |
| 1     | USA            | John Carlos Jerry Bright Ron Copeland Willie Turner    | 39,3     |
| 2     | BR Deutschland | Jobst Hirscht Hartmut Wilke Dieter Enderlein Gert Metz | 40,1     |

Datum: 16. August

### 4 × 400 m Staffel
| Platz | Besetzung      | Land                                                         | Zeit (min) |
| ----- | -------------- | ------------------------------------------------------------ | ---------- |
| 1     | USA            | Vince Matthews Albert Stinson Russ Rogers Lee Evans          | 3:04,9     |
| 2     | BR Deutschland | Hans Reinermann Jens Ulbricht Ingo Röper Friedrich Roderfeld | 3:06,6     |

Datum: 17. August

### 10.000 m Bahngehen
| Platz | Athlet             | Land | Zeit (min) |
| ----- | ------------------ | ---- | ---------- |
| 1     | Ron Laird          | USA  | 44:36,8 NR |
| 2     | Bernhard Nermerich | FRG  | 44:52,0000 |
| 3     | Karl-Heinz Pape    | FRG  | 46:08,6000 |
| 4     | Larry Young        | USA  | 46:22,2000 |

Datum: 17. August

### Hochsprung
| Platz | Athlet                | Land | Höhe (m) |
| ----- | --------------------- | ---- | -------- |
| 1     | Ed Caruthers          | USA  | 2,17     |
| 2     | Wolfgang Schillkowski | FRG  | 2,14     |
| 3     | John Thomas           | USA  | 2,08     |
| 4     | Hubertus Lemke        | FRG  | 1,95     |

Datum: 17. August

### Stabhochsprung
| Platz | Athlet          | Land | Höhe (m) |
| ----- | --------------- | ---- | -------- |
| 1     | Dick Railsback  | USA  | 5,00     |
| 2     | Klaus Lehnertz  | FRG  | 4,90     |
| 3     | Bob Seagren     | USA  | 4,90     |
| 4     | Heinfried Engel | FRG  | 4,90     |

Datum: 16. August

### Weitsprung
| Platz | Athlet        | Land | Weite (m) |
| ----- | ------------- | ---- | --------- |
| 1     | Ralph Boston  | USA  | 7,88      |
| 2     | Jerry Proctor | USA  | 7,78      |
| 3     | Josef Schwarz | FRG  | 7,73      |
| 4     | Uwe Töppner   | FRG  | 7,28      |

Datum: 16. August

### Dreisprung
| Platz | Athlet        | Land | Weite (m) |
| ----- | ------------- | ---- | --------- |
| 1     | Michael Sauer | FRG  | 16,31     |
| 2     | Charles Craig | USA  | 15,77     |
| 3     | Günter Krivec | FRG  | 15,74     |
| 4     | Bob Beamon    | USA  | 14,98     |

Datum: 17. August

### Kugelstoßen
| Platz | Athlet               | Land | Weite (m) |
| ----- | -------------------- | ---- | --------- |
| 1     | Randy Matson         | USA  | 20,77     |
| 2     | Neal Steinhauer      | USA  | 20,45     |
| 3     | Heinfried Birlenbach | FRG  | 18,85     |
| 4     | Traugott Glöckler    | FRG  | 18,50     |

Datum: 17. August

### Diskuswurf
| Platz | Athlet          | Land | Weite (m) |
| ----- | --------------- | ---- | --------- |
| 1     | Hein-Direck Neu | FRG  | 58,08     |
| 2     | Gary Carlsen    | USA  | 57,28     |
| 3     | Dirk Wippermann | FRG  | 56,14     |
| 4     | Bill Neville    | USA  | 54,90     |

Datum: 16. August

### Hammerwurf
| Platz | Athlet     | Land | Weite (m) |
| ----- | ---------- | ---- | --------- |
| 1     | Ed Burke   | USA  | 67,92     |
| 2     | Uwe Beyer  | FRG  | 67,48     |
| 3     | Hans Fahsl | FRG  | 65,98     |
| 4     | John Fiore | USA  | 55,38     |

Datum: 16. August

### Speerwurf
| Platz | Athlet          | Land | Weite (m) |
| ----- | --------------- | ---- | --------- |
| 1     | Hermann Salomon | FRG  | 78,50     |
| 2     | Frank Covelli   | USA  | 76,90     |
| 3     | Hanno Struse    | FRG  | 76,54     |
| 4     | Delmon McNabb   | USA  | 55,88     |

Datum: 17. August

### Zehnkampf
| Platz | Name               | Nation | Punkte | 100 m  | Weit- sprung | Kugel- stoßen | Hoch- sprung | 400 m  | 110 m Hürden | Diskus- wurf | Stabhoch- sprung | Speer- wurf | 1500 m     |
| ----- | ------------------ | ------ | ------ | ------ | ------------ | ------------- | ------------ | ------ | ------------ | ------------ | ---------------- | ----------- | ---------- |
| 01    | Bill Toomey        | USA    | 7938   | 10,8 s | 7,36 m       | 13,46 m       | 1,92 m       | 47,1 s | 14,8 s       | 41,76 m      | 4,00 m           | 58,46 m     | 4:24,4 min |
| 02    | Hans Nerlich       | FRG    | 7636   | 10,6 s | 7,35 m       | 13,08 m       | 1,75 m       | 47,3 s | 14,4 s       | 38,00 m      | 4,00 m           | 59,40 m     | 4:47,0 min |
| 03    | Hans-Joachim Walde | FRG    | 7261   | 10,9 s | 7,02 m       | 13,84 m       | 2,01 m       | 49,6 s | 15,7 s       | 44,80 m      | 4,10 m           | 64,48 m     | DNF        |
| 04    | Dave Thoreson      | USA    | 7001   | 11,5 s | 6,65 m       | 11,23 m       | 1,95 m       | 50,7 s | 16,1 s       | 35,48 m      | 4,40 m           | 51,36 m     | 4:37,6 min |

Datum: 16./17. August

## Einzelnachweis
1. ↑  Länderkämpfe. In: Presseausschuß des Deutschen Leichtathletik-Verbandes (Hrsg.), Jahrbuch der Leichtathletik 1967, S. 150, Berlin, Verlag Bartels & Wernitz 1967